# 柴田和子
柴田和子（日语：／ Shibada Kazuko，1938年—）是日本的一名保險销售员，1970年进入保险业。她在1978年卖出了排名日本第一的人寿保险销售额，从此之后连续30年占据该位置。1988年和1994年两度进入金氏世界紀錄，1994年成为首位在MDRT主论坛演讲的东亚人，2009进入MDRT保险殿堂。单一年度曾卖出价值444亿日元的保险，此记录至今无人打破。现为第一生命保险名誉調査役。她的两个女儿同样从事保险销售工作。

## 著作
- （堂堂正正的销售）（1992年 / 东洋经济出版）
- （永无止境的销售）（2014年 / 东洋经济出版）